# Noriyasu Numata
Noriyasu Numata (沼田憲保?, Numata Noriyasu; Chiba, 26 aprile 1966 – Okayama, 4 settembre 2007) è stato un pilota motociclistico giapponese, campione giapponese classe 250 nel 1995 e 1996.

## Carriera
Corse la classe 250 nel All Japan Road Race Championship dal 1991 al 1996. Nel 1993 passò alla Suzuki, per la quale corse con la RGV 250. Numata portò la moto alla prima vittoria alla nona gara del campionato. Diede il primo titolo nella 250 alla Suzuki nel 1995 battendo il team Honda e il suo pilota Tōru Ukawa, e si ripeté nel 1996 battendo Daijirō Katō. Partecipò ad un gran premio della stagione 1995, nella classe 250 con la Suzuki e nel 1996 partecipò come wild card al GP del Giappone nella classe 250 arrivando 2º dietro a Max Biaggi e davanti a Daijirō Katō.
Nella stagione 1996 gareggiò sempre nel mondiale 250 con la Suzuki, partecipando a 14 GP della stagione 1997 nella classe 250.
Nel 1998 corse in 250 con la Suzuki, mentre nel 1999 corse un solo GP, nella classe 500 con la Muz Weber per sostituire Luca Cadalora, arrivando 13º al traguardo. Tra il 2000 e il 2003 corse una gara nel campionato mondiale supersport e una in quello superbike, ma si ritirò sempre. Numata, come molti piloti giapponesi, corse spesso la 8 ore di Suzuka. Tra il 1991 e il 2002 la corse 7 volte, con un 4º posto di miglior piazzamento (nel 1993 al fianco di Akira Yanagawa). 
Dal 2004 al 2007 tornò a correre nel All Japan Road Race Championship nella classe 600 cm³, arrivando 5º nel 2004 e 6º nel 2005. Numata è morto nel 2007 durante una sessione di test privati organizzati dalla Dunlop nel circuito di Okayama. Al momento della sua morte era all'11º posto del campionato giapponese del 2007.

## Risultati in gara

### Motomondiale
| 1995 | Classe | Moto   |  |  |     |  |  |  |  |  |  |  |  |  |  |  |  |  | Punti | Pos. |
| ---- | ------ | ------ |  |  | --- |  |  |  |  |  |  |  |  |  |  |  |  |  | ----- | ---- |
| 1995 | 250    | Suzuki |  |  | Rit |  |  |  |  |  |  |  |  |  |  |  |  |  | 0     |      |

| 1996 | Classe | Moto   |  |  |   |  |  |  |  |  |  |  |  |  |  |  |  |  | Punti | Pos. |
| ---- | ------ | ------ |  |  | - |  |  |  |  |  |  |  |  |  |  |  |  |  | ----- | ---- |
| 1996 | 250    | Suzuki |  |  | 2 |  |  |  |  |  |  |  |  |  |  |  |  |  | 20    | 21º  |

| 1997 | Classe | Moto   |    |   |   |   |    |     |     |     |   |     |    |     |   |     |  |  | Punti | Pos. |
| ---- | ------ | ------ | -- | - | - | - | -- | --- | --- | --- | - | --- | -- | --- | - | --- |  |  | ----- | ---- |
| 1997 | 250    | Suzuki | 14 | 9 | 8 | 6 | 10 | Rit | Rit | Rit | 7 | Rit | 10 | Rit | 9 | Rit |  |  | 55    | 12º  |

| 1998 | Classe | Moto   |   |    |    |     |     |     |    |    |   |    |    |    |   |   |  |  | Punti | Pos. |
| ---- | ------ | ------ | - | -- | -- | --- | --- | --- | -- | -- | - | -- | -- | -- | - | - |  |  | ----- | ---- |
| 1998 | 250    | Suzuki | 9 | 13 | 14 | Rit | Rit | Rit | 11 | 11 | 9 | 14 | 14 | 13 | 9 | 7 |  |  | 52    | 16º  |

| 1999 | Classe | Moto      |  |    |  |  |  |  |  |  |  |  |  |  |  |  |  |  | Punti | Pos. |
| ---- | ------ | --------- |  | -- |  |  |  |  |  |  |  |  |  |  |  |  |  |  | ----- | ---- |
| 1999 | 500    | Muz Weber |  | 13 |  |  |  |  |  |  |  |  |  |  |  |  |  |  | 3     | 29º  |

| Legenda | 1º posto        | 2º posto            | 3º posto            | A punti      | Senza punti        | Grassetto – Pole position Corsivo – Giro più veloce |
| Legenda | Gara non valida | Non qual./Non part. | Ritirato/Non class. | Squalificato | '-' Dato non disp. | Grassetto – Pole position Corsivo – Giro più veloce |

### Campionato mondiale Supersport
| 2000 | Moto   |  |     |  |  |  |  |  |  |  |  |  | Punti | Pos. |
| ---- | ------ |  | --- |  |  |  |  |  |  |  |  |  | ----- | ---- |
| 2000 | Yamaha |  | Rit |  |  |  |  |  |  |  |  |  | 0     |      |

| Legenda | 1º posto        | 2º posto            | 3º posto           | A punti      | Senza punti        | Grassetto – Pole position Corsivo – Giro più veloce |
| Legenda | Gara non valida | Non qual./Non part. | Ritirato/Non class | Squalificato | '-' Dato non disp. | Grassetto – Pole position Corsivo – Giro più veloce |

### Campionato mondiale Superbike
| 2003 | Moto   |  |  |  |  |     |     |  |  |  |  |  |  |  |  |  |  |  |  |  |  |  |  |  |  |  |  | Punti | Pos. |
| ---- | ------ |  |  |  |  | --- | --- |  |  |  |  |  |  |  |  |  |  |  |  |  |  |  |  |  |  |  |  | ----- | ---- |
| 2003 | Ducati |  |  |  |  | Rit | Rit |  |  |  |  |  |  |  |  |  |  |  |  |  |  |  |  |  |  |  |  | 0     |      |

| Legenda | 1º posto        | 2º posto            | 3º posto           | A punti      | Senza punti        | Grassetto – Pole position Corsivo – Giro più veloce |
| Legenda | Gara non valida | Non qual./Non part. | Ritirato/Non class | Squalificato | '-' Dato non disp. | Grassetto – Pole position Corsivo – Giro più veloce |